# Clusius-Schafgarbe
Die Clusius-Schafgarbe (Achillea clusiana) ist eine Pflanzenart aus der Gattung der Schafgarben (Achillea) innerhalb der Familie der Korbblütler (Asteraceae). Der Name ehrt den niederländischen Botaniker Charles de l’Écluse (latinisiert „Carolus Clusius“ genannt).
Früher wurde die Clusius-Schafgarbe als Unterart der Schwarzrandigen Schafgarbe (Achillea atrata) geführt.

## Beschreibung
Die stark duftende, mehrjährige krautige Pflanze erreicht Wuchshöhen von 10 bis 30 Zentimeter und besitzt einen einfachen, aufrechten Stängel, der nur im Körbchenbereich verzweigt ist. Stängel und Korbstiele sind locker abstehend behaart.
Die Grundblätter sind kurz gestielt, die Stängelblätter sitzend. Die Laubblätter sind doppelt bis dreifach fiederschnittig, wobei die fast borstigen Zipfel zwischen 0,3 und 0,5 Millimeter breit werden.
Die zwischen 9 und 12 Millimeter breiten Körbchen stehen zu 5 bis 15 in einer Doldentraube. Die Hülle wird zwischen 3,5 und 5 Millimeter lang sowie 3,5 und 5 Millimeter breit. Die länglichen Hüllblätter sind undeutlich dachziegelig angeordnet. Die Zungenblüten werden 2,5 bis 4 Millimeter lang. Die Frucht ist eine 2 Millimeter lange Achäne ohne Pappus.
Die Blütezeit ist Juli bis August.
Die Chromosomenzahl beträgt 2n = 18.

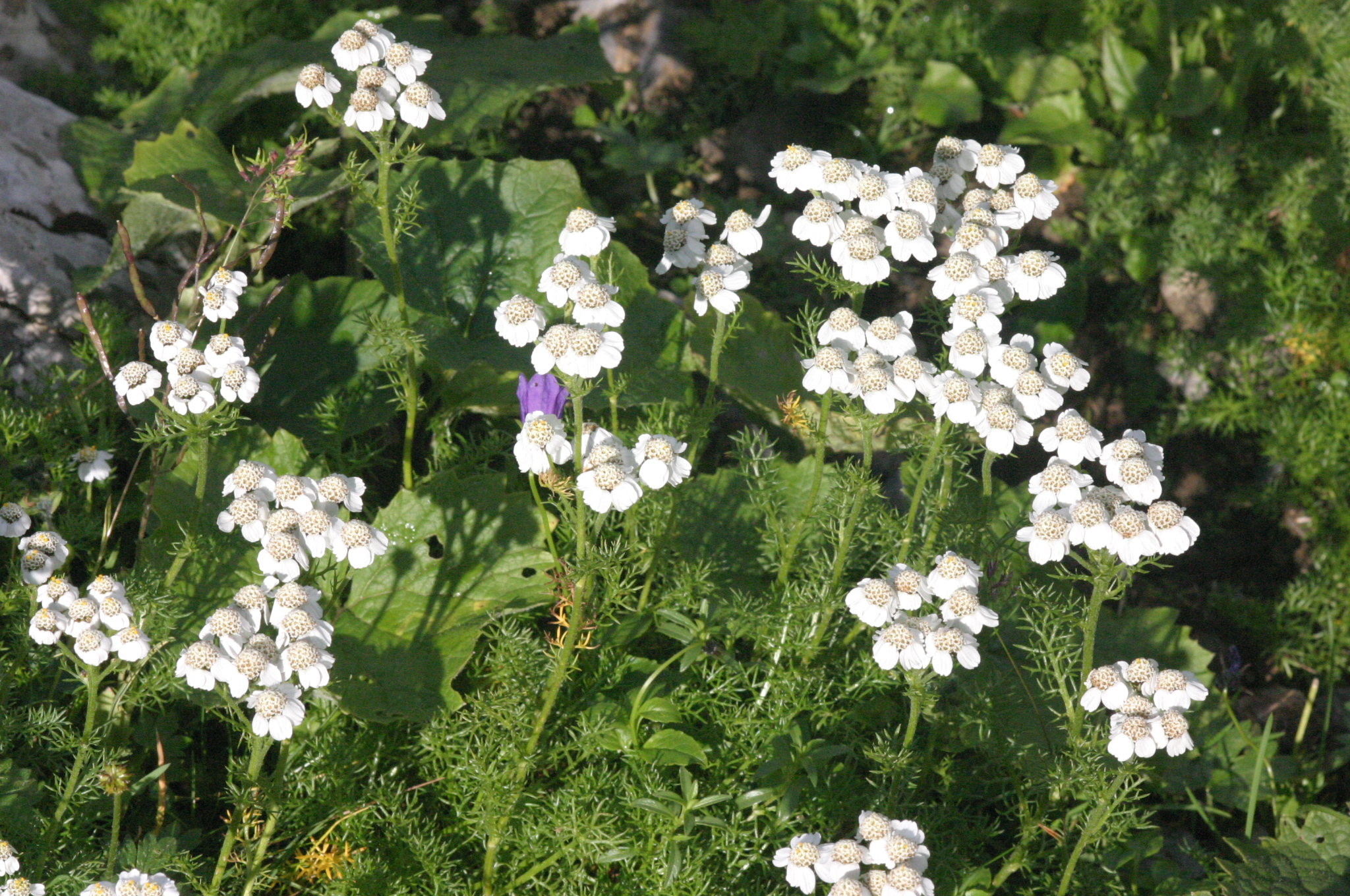
Clusius-Schafgarbe (Achillea clusiana)

## Vorkommen
Die Clusius-Schafgarbe ist Endemit der nordöstlichen Kalkalpen in Österreich und ist nur in den Bundesländern Ober-, Niederösterreich und der nördlichen Steiermark verbreitet, wo sie häufig in der subalpinen bis alpinen Höhenstufe anzutreffen ist. Das Verbreitungsgebiet umfasst hierbei das Tote Gebirge bis zum Schneeberg, darüber hinaus kommt die Art auch auf der Balkanhalbinsel mit Albanien, Serbien, Griechenland, Mazedonien und Bulgarien vor.
Als Standort werden sickerfrische Felsschuttböden, Schneetälchen und Steinrasen bevorzugt. Die Clusius-Schafgarbe ist eine Charakterart der Ordnung Thlaspietalia rotundifolii.